# Allisyn Ashley Arm
Allisyn Ashley Arm (Glendale, 25 aprile 1996) è un'attrice statunitense.
Ha fatto il suo debutto nel 1998 nel film Il barile di Amontillado, per poi tornare sugli schermi con la serie televisiva Squadra Med - Il coraggio delle donne, per un episodio. Successivamente la sua carriera si è evoluta interpretando alcuni ruoli televisivi partecipando a puntate di alcuni telefilm, tra cui sei episodi di Dive Olly Dive! e i più noti Still Standing e Friends (Leslie Buffay nell'episodio Doppia coppia), e cinematografici.
Ha infatti recitato in Eulogy, Man of the House, Alla scoperta di Charlie, Greetings from Earth, Mr. Woodcock e Piacere Dave.
A partire dal 2009 è, inoltre, tra le protagoniste del telefilm per ragazzi Sonny tra le stelle, diffuso in numerosi stati con successo. Vegetariana dall'età di 11 anni, essendo uno stile di vita condiviso dalla famiglia, è vegana, oltreché una sostenitrice della PETA.

## Vita privata
Da settembre 2019 è sposata con il collega Dylan Riley Jacob Snyder.

## Filmografia

### Cinema
- Il barile di Amontillado (The Cask of Amontillado), regia di Mario Cavalli - cortometraggio (1998)
- Eulogy, regia di Michael Clancy (2004)
- Man of the House, regia di David Kern - cortometraggio (2005)
- Alla scoperta di Charlie (King of California), regia di Mike Cahill (2007)
- Greetings from Earth, regia di Kim Jacobs - cortometraggio (2007)
- Mr. Woodcock, regia di Craig Gillespie (2007)
- Piacere Dave (Meet Dave), regia di Brian Robbins (2008)
- Summer Shark attack (2016)

### Televisione
- Zack e Cody al grande Hotel-Max - serie tv episodio 1 (2009)
- Squadra Med - Il coraggio delle donne (Strong Medicine) - serie TV, episodio 3x02 (2002)
- 10-8: Officers on Duty - serie TV, episodio 1x07 (2003)
- Giudice Amy (Judging Amy) - serie TV, episodio 5x03 (2003)
- Friends - serie TV, episodio 10x02 (2003)
- Miracles - serie TV, episodio 1x04 (2003)
- Inconceivable - serie TV, episodio 1x03 (2005)
- Still Standing - serie TV, episodio 3x20 (2005)
- Vanished - serie TV, episodio 1x13 (2006)
- Dive Olly Dive! - serie TV, 25 episodi (2006)
- Back to You - serie TV, episodio 1x06 (2007)
- Sonny tra le stelle (Sonny With a Chance) - serie TV, 45 episodi (2009-2011)
- So Random! - serie TV (2011-2012)
- Law & Order - Unità vittime speciali - serie TV, episodio 14x01 (2012)
- Body of Proof - serie TV, episodio 3x10 (2013)
- AwesomenessTV - serie TV, 42 episodi (2013-2015)
- A.P. Bio - serie TV (2018-2021)